# Бартоломе (Галапагоські острови)
Бартоломе (ісп. Bartolomé) — невеликий вулканічний острів у складі Галапагоського архіпелагу, розташований біля східного берегу острова Сантьяґо, біля центру архіпелагу. Це один з порівняно молодих островів групи. Його назва походить від імені лейтенанта Девіда Вартоломью (David Bartholomew) британського флоту. Площа острова становить лише 1,2 км².
Цей острів має одні з найвидовищних ландшафтів архіпелагу, він складається з погаслого вулкану і різнаманітних червоних, померанчевих, зелених та інших яскрафих вулканічних формацій. На острові розташований вулканічний конус, на який легко взбиратися, і з якого відкривається чудовий вид на інші острови. Також характерною особливістю острова є Піннакл-Рок, скельна формація, що є найвідомішою визначною пам'яткою архіпелагу.
На острорві виділені дві ділянки для відвідувачів. На першій, біля Піннакл-Рок, туристи мають можливість займатися підводним плаванням. Тут можна побачити пінгвінів, зелених черепах, рифових акул та інших тропічних риб. Іншою ділянкою є дві затоки острова, розділені вузьким півостровим.
Галапагоських пінгвінів легше всього побачити у невеликій печері біля Піннакл-Рок, де знаходиться невелика їх колонія. Також на острові гніздяться зелені черепахи та чаплі. На нових лавових полях росте лавовий кактус.